# Helsinge kyrka

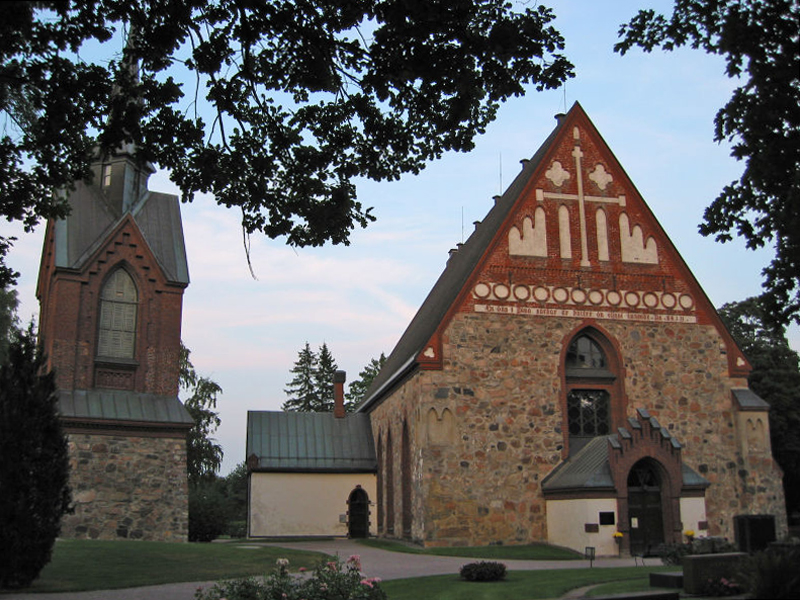
Helsinge kyrka S:t Lars.

Helsinge kyrka S:t Lars är en medeltida kyrkobyggnad i Helsinge kyrkoby i Vanda stad, Södra Finlands län. Den används av Vanda svenska församling och den finska Dickursby församling (finska Tikkurilan seurakunta).

## Kyrkans historia
Helsinge kyrksocken har avskilts från Borgå kyrksocken innan Borgå år 1351 överläts till Padis klosters patronatsrätt, dvs senast 1350. Helsinge kyrka nämns första gången 1401.
Helsinge kyrkby var centrum i socknen Helsinge sedan 1300-talet. Byn låg vid den gamla landsvägen Åbo–Viborg (Kungsvägen) nära stället där Vanda och Kervo åar flyter ihop. Det första träkyrkan i Helsinge var tillägnad Sankt Lars, som led martyrdöden i Rom år 258. 
Den nuvarande kyrkan är byggd under den andra hälften av 1400-talet, men man vet inte den exakta tidpunkten. Traditionellt har man ansett 1494 vara året då kyrkan blev färdig eftersom det första dokumentet gällande kyrkan är daterat då. Nya undersökningar har visat att kyrkans murar är murade redan på 1460-talet. Helsinge kyrka tävlar med Esbo domkyrka om titeln som den äldsta kyrkan i huvudstadsregionen. Esbo domkyrka anses vara byggd på 1480-talet. 
Sankt Lars kyrka tjänade en församling som på medeltiden omfattade de nuvarande kommunerna Helsingfors och Vanda, samt delar av Tusby, Nurmijärvi och Esbo. Den södra delen av socknen var svenskspråkig och den norra finskspråkig. Helsinge sockens ställning började försämras då Helsingfors stad grundades år 1550 vid mynningen av Vanda å. Staden flyttade till sin nuvarande plats i Estnäs år 1640. Under drottning Kristina minskade socknens areal: på 1630-talet flyttades dess västligaste del till Esbo socken och på 1650-talet flyttades de norra finsktalande delarna till de nygrundade kyrksocknarna Nurmijärvi och Tusby. År 1652 miste Helsinge församling till slut sin självständighet och blev en del av Helsingfors stadsförsamling under 200 år. Under denna tid skadades kyrkan svårt i Stora och Lilla ofreden och år 1725 samlades det kollekt riket runt för att reparera kyrkan. 
I stenkyrkan hölls gudstjänsterna på svenska och fram till 1800-talet fanns en liten träkyrka bredvid den där gudstjänster hölls på finska. På 1800-talet flyttades de finska gudstjänsterna till stenkyrkan och träkyrkan revs. 
I maj 1893, strax innan söndagsgudstjänsten skulle börja, började en brand som antagligen orsakades av uppvärmningsutrustningen. Alla träkonstruktioner i kyrkan förstördes och endast stenväggarna och valven stod kvar. Återuppbyggnaden planerades av tidens kända arkitekt Theodor Höijer och kyrkans utseende förändrades märkbart. Fönstren förstorades vilket gjorde den mörka medeltida kyrkan mera ljus. Kyrkorummet byggdes på nytt i nygotisk stil, som var populär i slutet av 1800-talet. Också klockstapeln byggdes på nytt. Den nyrenoverade kyrkan invigdes på sin 400-årsdag år 1894.

## Kyrkobyggnaden

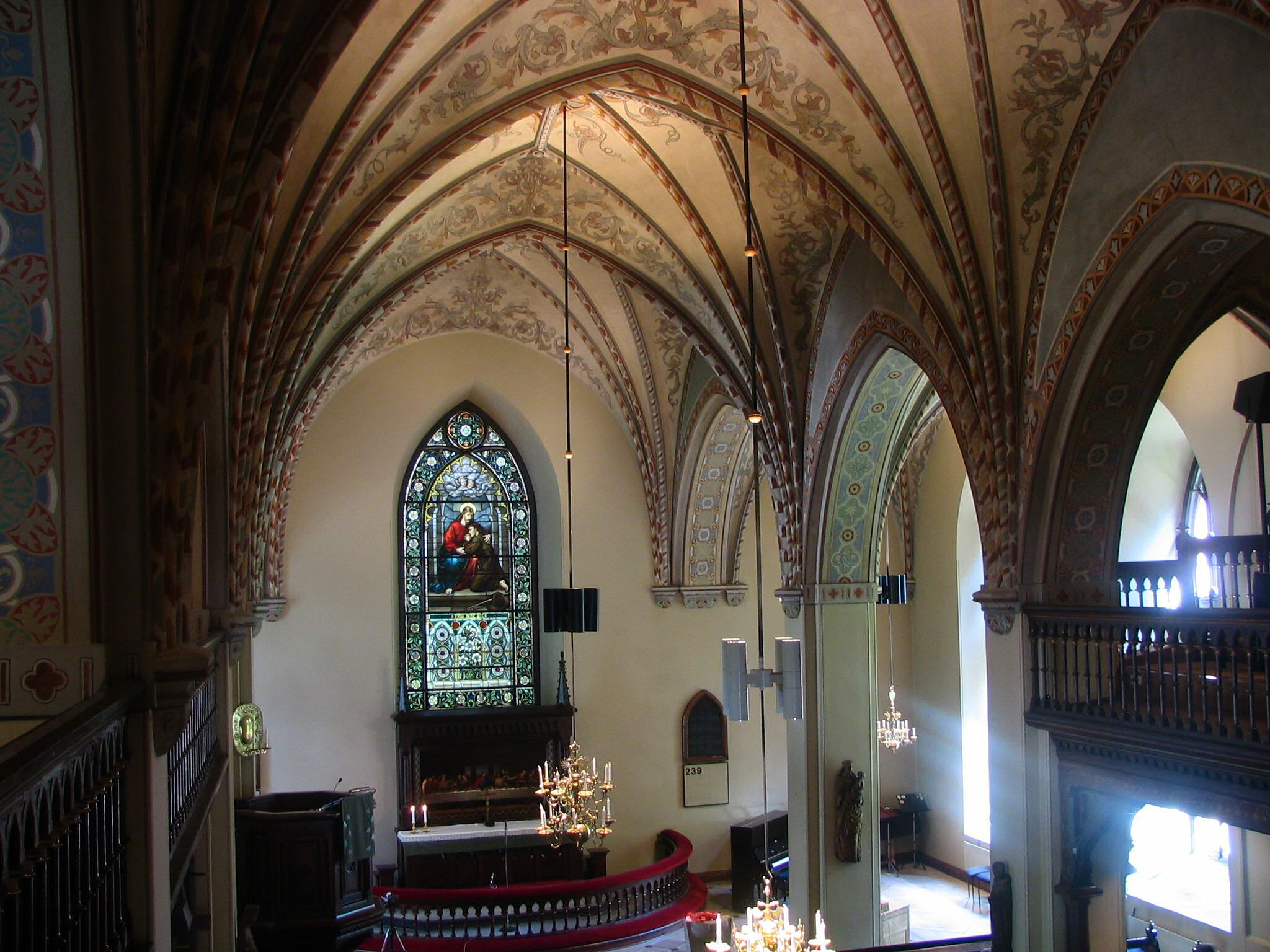
Kyrkans interiör

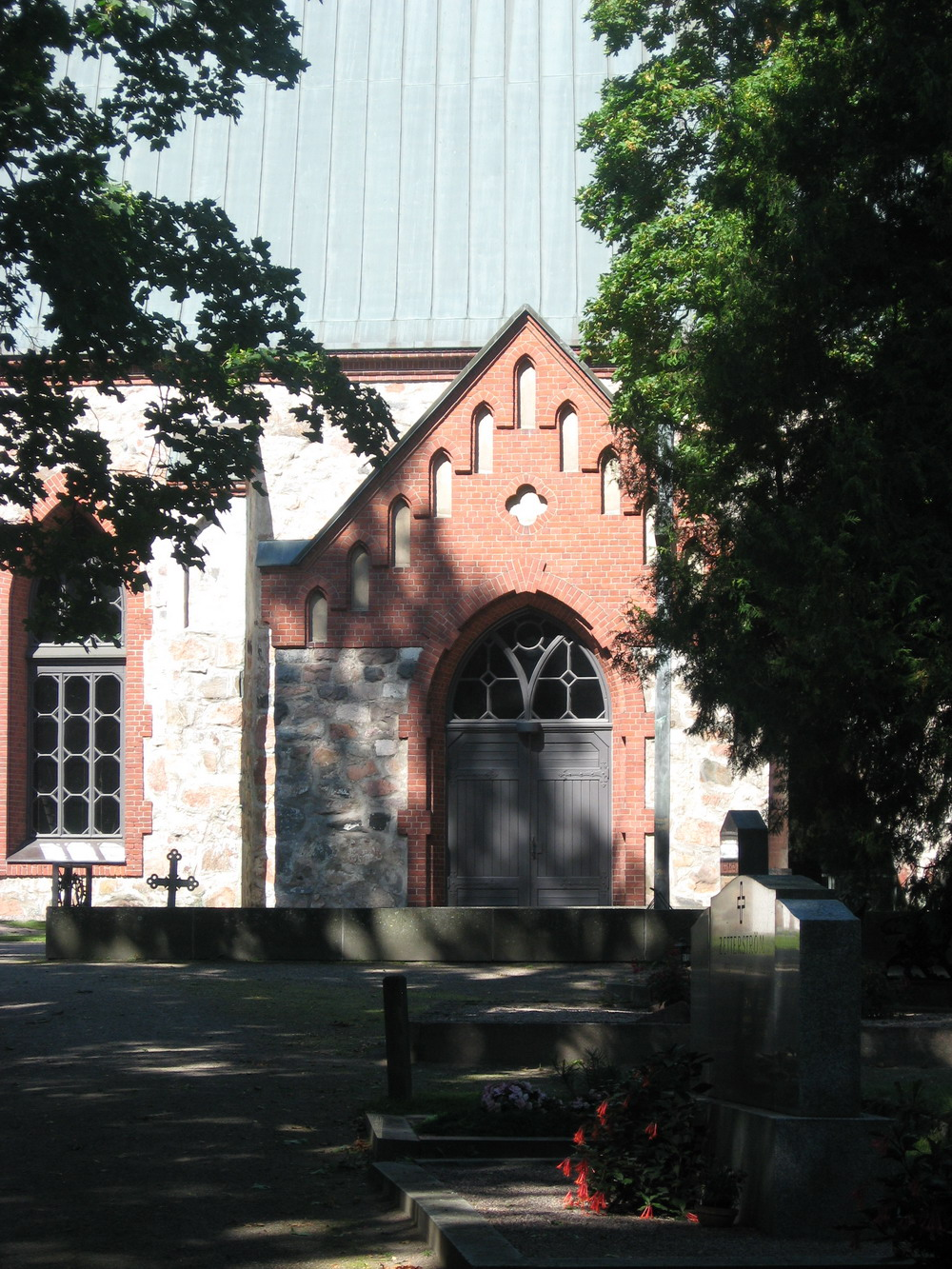
Ingång med vapenhus

S:t Lars kyrka påminner till det yttre och till sina proportioner om andra medeltida kyrkor i Nyland, till exempel Borgå domkyrka, Sibbo gamla kyrka, Pernå kyrka eller S:t Henriks kyrka i Pyttis. Fasaden genomgick dock omfattande förändringar efter branden 1893. Kyrkan är numera en blandning av medeltid och 1890-talets nygotik. 
Kyrkan är byggd enligt kristen tradition i öst-västlig riktning med altaret i den östra ändan – soluppgångens och återfödelsens riktning. Ytterväggarna av sten var ursprungligen vitkalkade, som till exempel i Borgå domkyrka, men under återuppbyggnaden år 1893 lämnades de kala. I den västra ändan finns ett förrum, på den södra sidan ett vapenrum och på den norra sidan sakristian. Den nuvarande utsidan på dessa tegelkonstruktioner är ritade av Theodor Höijer. Han planerade också den nuvarande fönsterordningen som består av välvda fönster med tegelinramning medan de under medeltiden var osymmetriska. Kyrkorummet har ett stort fönster mot väster, som man fick till stånd genom att förena det gamla fönstret med en vindsglugg. I den östra ändan finns altarfönstret, på den södra sidan finns tre fönster och på den norra fyra fönster. 
Typiskt för den medeltida kyrkoarkitekturen är de höga fasaderna vid varsin ända av byggnaden som innehåller tegeldekorationer. Dekorationerna på den västra sidan är de ursprungliga från medeltiden som består av vitkalkade fördjupningar i teglen. I mitten finns ett stort kors som omges av fyrklövrar. Under dessa finns ett citat från Bibeln: En dag i Dina gårdar är bättre än eljest tusende. Ps. 84:11 som valdes ut av kyrkoherde J. Fogelberg i samband med renoveringen på 1890-talet. 
Den östra sidan som ursprungligen endast var dekorerad med ett enkelt kors revs och byggdes upp på nytt av tegel på 1890-talet. Orsaken var att den ursprungliga fasaden hade börjat luta, vilken man hade oroat sig över redan före branden. Den nya fasaden dekorerades enligt mönstret på den västra sidan. Man har också ristat in årtalet för kyrkans återuppbyggande, 1893. 
Före branden bestod klockstapeln av tre stycken kubformade våningar: en medeltida våning av sten, en tegelvåning från 1820-talet och en tredje våning av trä för klockan. Den översta våningen förstördes i branden och Höijer planerade en ny dubbelt högre andra våning i nygotisk stil. Klockstapeln har luckor mot alla fyra väderstreck och dekorerade ändor. Iinuti hänger en klocka gjuten av Johan A. Beckman & Co i Stockholm 1893. Högst uppe på taket finns en vindflöjel. 

### Kyrkorummet
Kyrkorummet inreddes i nygotisk stil under reparationsarbetena enligt Theodor Höijers planer efter branden 1893. Kyrkans interiör förändrades radikalt och det gamla medeltida utseendet försvann. Efter branden hittade man medeltida människo- och djurfigurer som hade målats på väggarna. De hade målats över med kalk under reformationen. Man ville ändå inte spara målningarna, utan nya målningar målades ovanpå. Man hann ändå göra kopior av en del av de ursprungliga målningarna som nu förvaras hos Museiverket. Vissa träskulpturer från det medeltida altarskåpet klarade branden och kan beskådas i kyrkan. 
Kyrkorummet, där det ryms cirka 500 personer, går i mörka och tunga färger. Stenväggarna och pelarna är målade i en gul nyans, medan bänkarna och läktaren går i mörkbrunt trä. Takvalven är målade med gotiska dekorationer vars förebild finns i Notre Dame i Paris.
Kyrkorummets höga altarfönster består av en glasmålning som konsulinnan Maria Ekman donerade åt kyrkan efter branden. Målningen som kommer från Tyskland föreställer Jesus som tröstar vallfärdare. Enligt rykten påminner ansiktsdragen på målningens änglar om Maria Ekmans släktingar som drunknade som unga. Under fönstret finns altartavlan med en målning som påminner om Leonardo da Vincis Den sista måltiden. Tavlan är daterad 1853 och är troligen målad av Robert Wilhelm Ekman. Förutom altartavlan räddades också två takkronor av mässing undan branden. De hade donerats av lokala herrgårdsägare på 1600- eller 1700-talet.
Kyrkan fick sin första orgel i mitten av 1800-talet. Den nuvarande orgelfasaden är planerad av Höijer, men orgeln har senare förnyats och är från år 1976.

## Begravningsplatsen

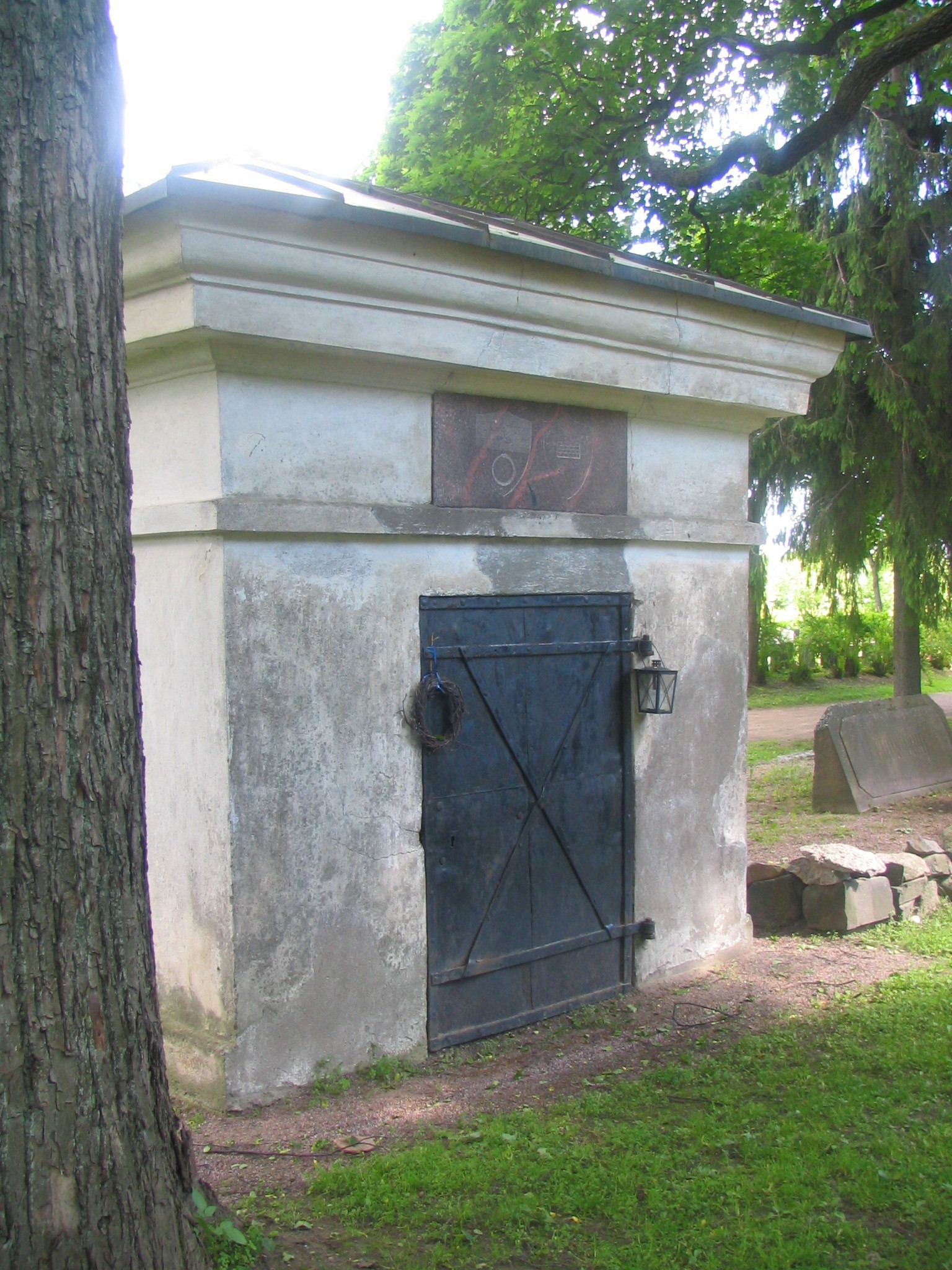
Carl Olof Cronstedts gravkapell

Begravningsplatsen som omger kyrkan är huvudbegravningsplats för Vandas församlingar. 
Begravningsplatsen omfattade fram till 1700-talet samma område söder om kyrkan som den hade gjort sedan medeltiden. Vid ett biskopsbesök 1793 konstaterades att gravgården var trång, ojämn och illaluktande, varför den förstorades. Efter det har begravningsplatsen förstorats regelbundet i och med att befolkningen ökat. På 1800-talet började man göra begravningsplatsen mera parklik med gångar av sand och planteringar. Nuförtiden omfattar området ungefär 10 hektar.
År 1887 invigdes församlingens andra begravningsplats i Rödsand vid vägen mot Tavastehus fyra kilometer norr om kyrkbyn. Nuförtiden ar begravningarna koncentrerade till Helsinge kyrka, eftersom Rödsands begravningsplats hamnat i kläm mellan Helsingfors-Vanda flygplats och Tusbyleden. 
Gravgårdens gamla del ligger söder om kyrkan. De mest karaktäristiska gravarna är två gravkapell och ett gravvalv som ligger i den östra delen av det ursprungliga området. I det äldre kapellet har viceamiral Carl Olof Cronstedt (1756-1820) begravts – hjälten från slaget vid Svensksund och kommendör på Sveaborg – samt hans fru, grevinnan Beata Sofia Wrangel (1762-1840). Ovanpå gravkapellet har ätterna Cronstedts och Wrangels vapen ristats in. Det nyare kapellet byggdes av ägaren till Linna gård, generallöjtnant Alexander Jacob von Wendt. Gravkapellet som pryds av ätten von Wendts vapen fungerar fortfarande som släktens grav. Det underjordiska gravvalvet byggdes år 1826 av ägaren av Königstedt, senator och statsrådet J.W. Hisinger. Flera medlemmar av ätten Hisinger är begravda i valvet. 
Vid kyrkans vapenrum finns ett område med hjältegravar som blev klart år 1964. De soldater som dog i krigen 1939-1945 har begravts på området som omgärdas av en granitmur med två portar av gjutjärn. I mitten finns ett mäktigt kors av brons. Bredvid hjältegravarna finns det äldsta kvarvarande gravmonumentet, vilket är graven för byggherren till Domarby gård, krigskamrer Johannes Weckström (1753-1811). 
På kyrkans norra sida finns en urnelund och på östra sidan minnesmärken för döda som begravts på annan ort. Framför huvuddörren finns ett monument över den finska träkyrkan som revs på 1800-talet. Monumentet är från 1968. Nära kyrkan finns också minnesstatyn över de tyska soldater som dog i finska inbördeskriget 1918 samt ett monument över de stupade soldater som blev kvar i Karelen.